# 李國能
李國能，大紫荊勳賢，CBE，JP（1948年12月12日—），聖公會教徒，曾任香港終審法院首席法官。

## 簡歷

### 早年
李國能在1948年12月生於香港，祖籍廣東鶴山，為香港名門李佩材家族後人，與李福逑是父子關係。李國能曾就讀銅鑼灣聖公會幼稚園（1954年畢業）、聖保羅男女中學附屬小學（1954年至1960年，與鄧昭祺及關正傑為同屆上午校畢業生）和香港聖保羅男女中學（1960年至1963年）。中三畢業後入讀英國打比郡普頓學校（Repton School，1963年至1967年），畢業後考入劍橋大學，獲文學碩士及法學碩士（1967年至1971年）。

### 職業生涯
1970年獲英國大律師執業資格。1973年成為香港執業大律師。曾於英國及香港擔任大律師，及後於香港擔任法官。1982年8月任地方法院暫委法官。1986年8月任稅務上訴委員會副主席。1988年任御用大律師。1989年任大學及理工學院資助委員會主席、司法人員敘用委員會委員。1991年6月任暫委高院大法官。1992年10月至1996年任行政局議員。1997年7月1日獲香港第一任行政長官董建華委任成為香港終審法院首席法官。2001年獲香港大學名譽博士學位。
歷任香港大學校務委員會成員，香港賽馬會董事，土地發展公司主席，香港科技大學校董會副主席、嶺南學院校董、聖保羅男女中學校董會副主席。2008年獲香港大紫荊勳章。
2009年9月2日，李國能宣布提早於2010年8月31日退休，於2010年9月1日開始退休前休假。2011年10月，李國能應邀擔任北京大學法學院客座教授。

### 訪問
2017年6月明報刊登一則李國能的訪問。李國能認為香港人要用「寧靜的心」去接受暫時不能改變的事，要有信心和勇氣去改變能改變的事；又首度評論2016年11月人大常委會就宣誓風波解釋《基本法》，認為在香港法院判決前釋法，為公眾對司法獨立的觀感帶來負面影響，希望北京明白質疑釋法影響司法獨立的香港人，其實是想一國兩制運作得更好，並非想和中央作對。李又表示香港社會需接受人大常委會享有全面解釋基本法的權力，這是一國兩制下法律的一部分，人大常委會的解釋是有效和在香港有約束力。不過，李同時認為人大常委會應在非常例外的情况下，才行使解釋權。人大常委會應避免透過釋法，推翻香港法院，特別是終審法院的判決，否則會對香港司法獨立造成負面影響。

## 評價
李國能在公共服務方面表現卓著，尤其對成功實施「一國兩制」概念下的新憲制。他出任香港司法機構終審法院首席法官超過十年，在維護法治精神及保護司法公正方面擔當重要角色。他積極與內地司法部門建立良好關係，加強雙方對內地及本港不同司法體制的互相了解，成績超卓。
另一方面，李國能任職終審法院首席法官期間曾經發生三次人大釋法事件，其中「吳嘉玲案」一事在香港更廣受爭議。

## 榮譽

### 勳銜
- CBE勳銜
- 大紫荊勳章（2008年）

### 榮譽博士
- 香港科技大學榮譽文學博士（1993年）
- 香港浸會大學榮譽法學博士（1994年）
- 香港公開大學榮譽文學博士（1997年）
- 香港大學名譽法學博士（2001年）
- 香港中文大學榮譽法學博士（2006年）
- 香港樹仁大學榮譽法學博士（2009年）
- 香港城市大學榮譽法學博士（2010年）
- 嶺南大學榮譽法學博士（2010年）
- 牛津大學榮譽民法博士 (Doctor of Civil Law)（2013年）[10]

## 馬主生涯
李國能和太太李胡慕瑛是香港賽馬會會員，先後擁有馬匹特好運、特好駒（與李福逑合夥）、勝利駒（與胡寶星合夥）、歡聲、心聲、凱聲、海闊天空、勁勢、獅子山、架勢、勇勢、聲勢、氣勢。

## 家庭成員
李國能和太太李胡慕瑛（李胡慕瑛為胡寶星的胞妹，因此他和周永健是胡寶星的妹夫）有兩名女兒：李恩琪、李恩瑜。

## 首席職位
- 香港終審法院首席法官（1997年7月1日-2010年8月31日）

| 司法职务                             | 司法职务                                         | 司法职务                                 |
| ------------------------------------ | ------------------------------------------------ | ---------------------------------------- |
| 前任： 鮑偉華爵士 署理香港首席大法官 | 香港終審法院首席法官 1997年7月1日－2010年8月31日 | 繼任： 馬道立 2010年9月1日-2021年1月11日 |